# Namik Kemal Yolga
Namık Kemal Yolga (1914 – 2001) è stato un diplomatico turco.
Durante la seconda guerra mondiale fu viceconsole presso l'ambasciata turca a Parigi. Affermò di aver salvato alcune vite di ebrei turchi dai nazisti: le poche prove disponibili suggeriscono che sia stato determinante nel privare gli ebrei turchi nati in Francia della loro cittadinanza e quindi in tal modo avrebbe potuto salvarli dall'Olocausto. Ricevette un riconoscimento dal governo turco e da una fondazione ebraica in Turchia.

## Biografia

### Carriera
Fu assegnato all'ambasciata turca a Parigi nel 1940 come viceconsole, la sua prima carica diplomatica in un paese straniero. Due mesi dopo i nazisti invasero e occuparono la Francia, iniziando a rastrellare gli ebrei e a trasferirli al campo di internamento di Drancy da dove furono poi spostati nei campi di concentramento dell'est Europa.
Il giovane Yolga affermò di aver salvato uno ad uno gli ebrei turchi dalle autorità naziste, raccogliendoli a Drancy, guidandoli con la sua automobile e nascondendoli in luoghi sicuri. Nella sua autobiografia, Yolga ha descritto i suoi sforzi come:
Infatti, secondo il "Mémorial de la Déportation des Juifs de France" di Serge Klarsfeld, furono deportati 1300 ebrei turchi, di cui 939 ufficialmente riconosciuti come turchi dai nazisti: il loro destino dipese interamente dalla decisione del personale dell'ufficio turco. Secondo le leggi in vigore in Turchia negli anni '30, tutti i cittadini emigrati che non si fossero registrati presso i consolati, o che non avessero adempiuto al loro dovere militare, avrebbero perso la nazionalità turca, e questa fu la realtà per la maggior parte degli ebrei.
Successivamente fu ambasciatore a Roma, Parigi, Caracas, Teheran e Mosca e poi segretario generale presso il ministero degli Esteri turco.

## Eredità e riconoscimenti
Grazie agli sforzi di Haim Vidal Sephiha, un ebreo turco deportato dal Belgio e sopravvissuto ad Auschwitz, sono ora presenti monumenti, targhe ed elenchi di nomi di ebrei turchi sui principali siti di sterminio.
È stato premiato nel 1998 dalla "500. Yıl Vakfı" (Quincentennial Foundation).
Namık Kemal Yolga, Selahattin Ülkümen e Necdet Kent sono stati insigniti della Medaglia per il servizio supremo della Turchia per aver salvato gli ebrei durante l'Olocausto.